# Alue Siwah Dua
Alue Siwah Dua is een bestuurslaag in het regentschap Aceh Timur van de provincie Atjeh, Indonesië. Alue Siwah Dua telt 95 inwoners (volkstelling 2010).